# Tổng thống Liên bang Thụy Sĩ
Tổng thống Thụy Sĩ, hay chính thức là Tổng thống Liên bang Thụy Sĩ (còn gọi khác là Chủ tịch Tổng Liên đoàn Thụy Sĩ) (Đức: Bundespräsident (in) der Eidgenossenschaft, Pháp:Président (e) de la Tổng Liên đoàn, Ý: Presidente della Confederazione, Romansh: Tổng thống (a) da la Confederaziun) là thành viên chủ chốt và quan trọng của Hội đồng Liên bang, gồm 7 thành viên. Được bầu mỗi năm một lần trong các kỳ họp Hội đồng Liên bang, Tổng thống có quyền tối cao trong việc chỉ đạo và thảo luận trong các cuộc họp; nhưng quyền lực của Tổng thống không được cao hơn 6 thành viên kia. Theo truyền thống, Tổng thống Thụy Sĩ có nhiệm kỳ 1 năm và cứ mỗi năm, việc bầu chọn Tổng thống chỉ trong nội bộ 7 thành viên trong Hội đồng, thường là vị Phó Tổng thống sẽ được cử làm Tổng thống. Như vậy, Tổng thống Thụy Sĩ không được coi là người đứng đầu Nhà nước Liên bang Thụy Sĩ, mà thay vào đó Hội đồng Liên bang là cơ quan lãnh đạo tối cao của Thụy Sĩ. Hội đồng Liên bang gồm bảy thành viên (các bộ trưởng) nhiệm kỳ bốn năm. Trong Hiến pháp năm 1999, các quy định liên quan đến tổ chức của Chính phủ Liên bang được quy định tại mục 1 Chương 3 của Hiến pháp Liên bang, từ điều 174 đến 179. Điều 176 đề cập đến Tổng thống.

## Năng lực
Tổng thống Thụy Sĩ không phải người duy nhất đứng đầu Nhà nước như Tổng thống Áo và Tổng thống Đức - những người đứng đầu nhà nước của đất nước; bởi theo Hiến pháp Liên bang, Hội đồng Liên bang sẽ là cơ quan đứng đầu chính phủ. Nếu có một cuộc bỏ phiếu xảy ra trong nội bộ chính phủ (có thể không thường xuyên; số lượng nghị viên luôn là số lẻ), vị Tổng thống (hay Chủ tịch) sẽ là người bỏ lá phiếu cuối cùng.
Ngoài thực hiện các nghĩa vụ thông thường của một người đứng đầu Nhà nước Liên bang, Tổng thống Thụy Sĩ còn làm nhiều việc khác như phát biểu trước quốc dân vào Đầu Năm Mới và tại Tòa nhà truyền thống mùa hè Thụy Sĩ (ngày 1/8). Trong trường hợp Tổng thống công du ra nước ngoài, Ngoại trưởng sẽ xử lý các việc trong nước (kể cả giao thiệp nước ngoài) thay Tổng thống. Theo nhà sử học Walter Fust, việc ra nước ngoài của Tổng thống làm cho quyền lực của Ngài bị giới hạn trong một số hành động nhất định. Tổng thống thể hiện vai trò đại diện trước Nội các ở trong nước cũng như trước các chính khách ở nước ngoài; đồng thời vị Tổng thống cũng góp phần nâng cao hình ảnh của Thụy Sĩ trước truyền thông quốc tế.
Tuy nhiên, do Thụy Sĩ không có một người lãnh đạo chính thức trong chính quyền Nhà nước; Thụy Sĩ cũng có vài lần "không Nhà nước" (vô chính phủ). Khi ra nước ngoài, Tổng thống thực hiện đầy đủ quyền lực ở chức vụ mà Hội đồng giao phó và kiêm luôn việc của Bộ mà mình nắm giữ. Hơn nữa, việc công du nước ngoài có thể thực hiện luân phiên giữa các thành viên trong Hội đồng Liên bang với nhau, chứ không riêng Tổng thống. Hiệp ước được ký kết nhân danh toàn Hội đồng, với tất cả các chữ ký của các thành viên và ở các tài liệu khác có liên quan.
Quốc hội Liên bang Thụy Sĩ có vai trò quan trọng không kém gì Hội đồng Liên bang. Quốc hội Thụy Sĩ gồm có Hội đồng quốc gia (hay Hạ viện) và Hội đồng Nhà nước (Thượng viện) gồm 246 nghị sĩ, nhiệm kỳ bốn năm. Mỗi năm, Quốc hội Thụy Sĩ họp bốn kỳ, mỗi kỳ khoảng ba tuần, đó là kỳ họp mùa Xuân; kỳ họp mùa Hè; kỳ họp mùa Thu và kỳ họp mùa Đông. Cứ mỗi dịp vào cuối năm, Quốc hội lại bầu Tổng thống nhiệm kỳ một năm.

## Bầu cử
Tổng thống được bầu cử trong Quốc hội Liên bang và thời gian lãnh đạo quốc gia là 1 năm.
Trong thế kỷ XIX, các cuộc bầu cử cho chức vụ Tổng thống Liên bang là sự kiện đặc biệt và quan trọng của các thành viên trong Hội đồng. Tuy nhiên có trường hợp một số thành viên của Hội đồng ở chức với vai trò là thành viên khá lâu trước khi trở thành Tổng thống. Ví du đơn cử là ông Wilhelm Matthias Naeff, thành viên của Hội đồng Liên bang trong 27 năm, nhưng đã đắc cử làm Tổng thống liên bang chỉ có một lần vào năm 1853.
Từ thế kỷ XX, các cuộc bầu cử diễn ra theo nguyên tắc dân chủ và hầu như không có tranh chấp nào. Có một quy tắc bất thành văn là các thành viên của Hội đồng Liên bang đều là các Bộ trưởng trong chính phủ. Tất cả các quyết định đều phải được thông qua 7 thành viên của Hội đồng Liên bang xem xét và chấp thuận. Trường hợp không thống nhất, sẽ phải trình Quốc hội xem xét. Các thành viên của Hội đồng Liên bang sẽ lần lượt làm Tổng thống với nhiệm kỳ 1 năm, bắt đầu từ ngày 1/1 hàng năm. Câu hỏi đặt ra trong thời điểm bầu cử Tổng thống là: có bao nhiêu phiều bầu để bầu cử cho một vị tân Tổng thống mới. Thông thường, theo thể lệ bầu cử các Tổng thống ở các quốc gia theo hình thức Cộng hòa (hay Liên bang), ứng viên Tổng thống nào giành được 2/3 số phiếu của cử tri thì sẽ chính thức trở thành Tổng thống mới. Trong những năm 1970 và 1980, 200 trên tổng số 246 phiếu được phát ra cho cử tri đi bầu chọn Tổng thống mới của Thụy Sĩ được xem là kết quả tuyệt vời; nhưng hiện nay, do xung đột giữa các đảng phái trong chính quyền ngày càng tăng, 180 phiếu là một kết quả đáng nể.
Cho đến năm 1920, theo thông lệ của Liên bang thì Tổng thống còn làm việc trong Bộ Ngoại giao. Về sau, do tình hình có sự thay đổi nên Tổng thống hầu như làm việc trong văn phòng của chính phủ; khi từ nhiệm thì tân Tổng thống sẽ lên kế vị. Ngày 03 Tháng 12 năm 2014, Simonetta Sommaruga được bầu cho nhiệm kỳ năm 2015.

## Danh sách các Tổng thống Liên bang Thụy Sĩ
Dưới đây là danh sách những người đứng đầu Liên bang Thụy Sĩ. Việc cử người đứng đầu Liên bang cũng được quy định cụ thể trong các văn kiện của chính quyền Liên bang, chỉ khác nhau có tên gọi.
1. Jonas Furrer: 1848-1850; 1852-1853; 1855-1856; 1858-1859
2. Henri Druey: 1850-1851
3. Josef Munzinger: 1851-1852
4. Wilhelm Matthias Naeff: 1853-1854
5. Friedrich Frey-Herosé: 1854-1855; 1860-1861
6. Jakob Stämpfli: 1856-1857; 1859-1860; 1862-1863
7. Constant Fornerod: 1857-1858; 1863-1864; 1867-1868
8. Melchior Josef Martin Knüsel: 1861-1862; 1866-1867
9. Jakob Dubs: 1864-1865; 1868-1869
10. Karl Schenk: 1865-1866; 1871-1872; 1874-1875; 1878-1879; 1885-1886; 1893-1894
11. Emil Welti: 1869-1870; 1872-1873; 1876-1877; 1880-1881; 1884-1885; 1891-1892
12. Paul Cérésole: 1873-1874
13. Johann Jakob Scherer: 1875-1876
14. Joachim Heer: 1877-1878
15. Bernhard Hammer: 1879-1880; 1889-1890
16. Numa Droz: 1881-1882; 1887-1888
17. Simeon Bavier: 1882-1883
18. Louis Ruchonnet: 1883-1884; 1890-1891
19. Adolf Deucher: 1886-1887; 1897-1898; 1903-1904; 1909-1910
20. Wilhelm Hertenstein: 1888-1889
21. Walter Hauser: 1892-1893; 1900-1901
22. Emil Frey: 1894-1895
23. Josef Zemp: 1895-1896; 1902-1903
24. Adrien Lachenal: 1896-1897
25. Eugène Ruffy: 1898-1899
26. Eduard Müller: 1899-1900; 1907-1909; 1913-1914
27. Ernst Brenner: 1901-1902
28. Robert Comtesse: 1904-1905; 1910-1911
29. Marc-Emile Ruchet: 1905-1906; 1911-1912
30. Ludwig Forrer: 1906-1907; 1912-1913
31. Arthur Hoffmann: 1914-1915
32. Giuseppe Motta: 1915-1916; 1920-1921; 1927-1928; 1932-1933; 1937-1938
33. Camille Decoppet: 1916-1917
34. Edmund Schulthess: 1917-1918; 1921-1922; 1928-1929; 1933-1934
35. Felix Calonder: 1918-1919
36. Gustave Ador: 1919-1920
37. Robert Haab: 1922-1923; 1929-1930
38. Karl Scheurer: 1923-1924
39. Ernst Chuard: 1924-1925
40. Jean-Marie Musy: 1925-1926; 1930-1931
41. Heinrich Häberlin: 1926-1927; 1931-1932
42. Marcel Pilet-Golaz: 1934-1935; 1940-1941
43. Rudolf Minger: 1935-1936
44. Albert Meyer: 1936-1937
45. Johannes Baumann: 1938-1939
46. Philipp Etter: 1939-1940; 1942-1943; 1947-1948; 1953-1954
47. Ernst Wetter: 1941-1942
48. Enrico Celio: 1943-1944; 1948-1949
49. Walter Stampfli: 1944-1945
50. Eduard von Steiger: 1945-1946; 1951-1952
51. Karl Kobelt: 1946-1947; 1952-1953
52. Ernst Nobs: 1949-1950
53. Max Petitpierre: 1950-1951; 1955-1956; 1960-1961
54. Rodolphe Rubattel: 1954-1955
55. Markus Feldmann: 1956-1957
56. Hans Streuli: 1957-1958
57. Thomas Holenstein: 1958-1959
58. Paul Chaudet: 1959-1960; 1962-1963
59. Friedrich Traugott Wahlen: 1961-1962
60. Willy Spühler: 1963-1964; 1968-1969
61. Ludwig von Moos: 1964-1965; 1969-1970
62. Hans-Peter Tschudi: 1965-1966; 1970-1971
63. Hans Schaffner: 1966-1967
64. Roger Bonvin: 1967-1968; 1973-1974
65. Rudolf Gnägi: 1971-1972; 1976-1977
66. Nello Celio: 1972-1973
67. Ernst Brugger: 1974-1975
68. Pierre Graber: 1975-1976
69. Kurt Furgler: 1977-1978; 1981-1982; 1985-1986
70. Willi Ritschard: 1978-1979
71. Hans Hürlimann: 1979-1980
72. Georges-André Chevallaz: 1980-1981
73. Fritz Honegger: 1982-1983
74. Pierre Aubert: 1983-1984; 1987-1988
75. Leon Schlumpf: 1984-1985
76. Alphons Egli: 1986-1987
77. Otto Stich: 1988-1989; 1994-1995
78. Jean-Pascal Delamuraz: 1989-1990; 1996-1997
79. Arnold Koller: 1990-1991; 1997-1998
80. Flavio Cotti: 1991-1992; 1998-1999
81. René Felber: 1992-1993
82. Adolf Ogi: 1993-1994; 2000-2001
83. Kaspar Villiger: 1995-1996; 2002-2003
84. Ruth Dreifuss: 1999-2000
85. Moritz Leuenberger: 2001-2002; 2006-2007
86. Pascal Couchepin: 2003-2004; 2008-2009
87. Joseph Deiss: 2004-2005
88. Samuel Schmid: 2005-2006
89. Micheline Calmy-Rey: 2007-2008; 2011-2012
90. Hans-Rudolf Merz: 2009-2010
91. Doris Leuthard: 2010-2011; 2017-2018
92. Eveline Widmer-Schlumpf: 2012-2013
93. Ueli Maurer: 2013-2014
94. Didier Burkhalter: 2014-2015
95. Simonetta Sommaruga: 2015-2016
96. Johann Schneider-Ammann: 2016-2017
97. Doris Leuthard: 2017-2018
98. Alain Berset: 2018-2019; 2023-2024
99. Ueli Maurer: 2019-2020
100. Simonetta Sommaruga: 2020-2021
101. Guy Parmelin 2021-2022
102. Ignazio Cassis 2022-2023
103. Viola Amherd 2024-nay